# 塚原渋柿園
塚原 渋柿園（つかはら じゅうしえん、1848年4月4日（嘉永元年3月1日） - 1917年（大正6年）7月5日）は、明治時代の小説家。
鉄砲方の与力を務める代々の幕臣の家で市之丞昌之とタキの子として生まれる。本名は靖（しずむ）。1868年（明治元年）徳川家に付いて静岡藩士となって静岡に移り、沼津兵学校、静岡医学校,浅間下集学所で洋学を学ぶ。一時小学教員となるが、1874年横浜毎日新聞に入社、1878年東京日日新聞に変わり、雑報記者として劇評が紙面の売り物になっていたが、1888年に翻訳小説「凱法居士」、1889年に政治小説「条約改正」、1893年に「人造洪水」、1904年に社会主義小説「虚無黨」など新聞小説家として一世を風靡し、萬朝報の黒岩涙香と人気を二分した。1892年に最初の歴史小説「敵討浄瑠璃坂」を連載してからは、多くの歴史小説、髷物小説を書いた。蓼洲(りゅうしゅう)、志かま（しかま）、十四庵（じゅうしあん）、縦死（じゅうし）、自由思園（じゆうしえん）、時迂叟（じうそう）など多くの別名を持つ。
東京日日の劇評はやがて新しく入った岡本綺堂に書かせるようになり、渋柿園が多くの薫陶を与えた。渋柿園の小説は文語文であるが、後に中学時代の大佛次郎も「間に合わせでない厳格さ」を感じて愛読し、自身の歴史小説にも影響を受けた。

## 著書
- 算海方針 武藤重之、塚原靖共編 万巻楼 1873.1
- 魯国事情 巻之1 塚原靖 秋声書屋 1873.3
- 江戸沿革私記 塚原靖 石塚徳次郎 1889.9
- 条約改正 政治小説　初編 文海堂 1889.11
- 山中源左衛門 春陽堂 1894.1
- おあき 春陽堂 1895.11
- 最上川 春陽堂 1895.12
- 浄瑠璃坂 春陽堂 1896
- 北条早雲 春陽堂 1897.3
- 密告 塚原蓼洲 博文館 1897.7 (袖珍小説)
- 嶋左近 春陽堂 1897.8 (春陽文庫)
- 伊達政宗 春陽堂 1897.11
- でれ医者 春陽堂 1901.10
- 小牧合戦 国光社 1903.3
- 伏見宮殿下 国民書院 1904.10
- 大石良雄 隆文館 1906-1907
- 天草一揆 今古堂 1907
- 淀殿 隆文館 1907-1908
- 渋柿叢書 左久良書房 1907-1909
  - 巻1 由井正雪
  - 巻2 大鳥逸平
  - 巻3 葵と桐
  - 巻4 木村重成
  - 巻5 真田幸村
  - 巻6 水戸光圀卿
  - 巻7 水野越前守
  - 巻8 金忠輔
  - 巻9 加藤清正
  - 巻10 長篠合戦
  - 巻11 侠足袋
- 石川五右衛門 隆文館 1908
- 石堂兄弟 如山堂 1908.1
- 江戸三百年 巻第1、2 佐久良書房 1908、1909
- 藍香翁 高橋波太郎 1909.3
- 渋柿叢書 博文館 1910.1 (名家小説文庫)
- 通俗日本戦史桶狭間役 厚生堂 1910.12
- 佐倉惣五郎 博文館 1912.4
- 恋の秀吉 博文館 1912.5
- 侠客全伝 博文館 1913.11 (文芸叢書)
- 幡随院長兵衛 隆文館 1914
- 歴史の教訓 東亜堂書房 1915 (縮刷名著叢書)
- 孫子講話 処世応用 服部書店ほか 1910-1916

- 村井弦斎、村上浪六、塚原渋柿園、碧瑠璃園、大倉桃郎 <大衆文学大系 3> 講談社 1971
- 明治歴史文学集  <明治文学全集 89>筑摩書房 1976。山崎合戦、侠足袋を収録
- 幕末の江戸風俗 岩波文庫 2018。菊池眞一編

## 翻訳
- 『凱法居士（ガイ・フォークス）』東京日日 1888年
- 『曼府の叛乱 エーンゾルス』 蓼州訳 春陽堂 1889.6
  - (ウィリアム・ハリソン・エインズワースの「マンチェスターの反乱」)
- 『蛮勇』 ゴーゴリ 柴田流星共訳 新声社 1903.10

## 注
1. ↑  福島行一「解説」（大佛次郎『由比正雪』徳間書店 1995年）
2. ↑  『曼府の叛乱』『蛮勇』は、近代デジタルライブラリーで閲覧可能。